# Obariv
Obariv (în ucraineană Обарів) este localitatea de reședință a comunei Obariv din raionul Rivne, regiunea Rivne, Ucraina.

## Demografie
Componența lingvistică a localității Obariv
     Ucraineană (98,02%)
     Rusă (1,84%)
     Alte limbi (0,1%)
Conform recensământului din 2001, majoritatea populației localității Obariv era vorbitoare de ucraineană (98,02%), existând în minoritate și vorbitori de rusă (1,84%).